# Hymenolobium modestum
Hymenolobium modestum är en ärtväxtart som beskrevs av Adolpho Ducke. Hymenolobium modestum ingår i släktet Hymenolobium och familjen ärtväxter. Inga underarter finns listade i Catalogue of Life.